# Cristóbal
Cristóbal – gmina w Hiszpanii, w prowincji Salamanka, w Kastylii i León, o powierzchni 22,08 km². W 2011 roku gmina liczyła 178 mieszkańców.